# Cile ai Giochi della XVI Olimpiade
Il Cile ha partecipato ai Giochi della XVI Olimpiade che si sono svolti a Melbourne dal 22 novembre all'8 dicembre 1956 
con una delegazione di 33 atleti, di cui 2 donne, impegnati in 8 discipline,
aggiudicandosi 2 medaglie d'argento e 2 medaglie di bronzo.

## Medagliere

### Per discipline
| Sport            | Oro | Argento | Bronzo | Totale |
| ---------------- | --- | ------- | ------ | ------ |
| Pugilato         | 0   | 1       | 2      | 3      |
| Atletica leggera | 0   | 1       | 0      | 1      |
| Totale           | 0   | 2       | 2      | 4      |

### Medaglie
| Medaglia | Atleta             | Sport            | Evento                           |
| -------- | ------------------ | ---------------- | -------------------------------- |
| Argento  | Marlene Ahrens     | Atletica leggera | Lancio del giavellotto femminile |
| Argento  | Ramón Tapia        | Pugilato         | Pesi medi                        |
| Bronzo   | Claudio Barrientos | Pugilato         | Pesi gallo                       |
| Bronzo   | Carlos Lucas       | Pugilato         | Pesi mediomassimi                |

## Risultati

### Pallacanestro
| Atleta | Classifica |
| --- | ---------- |
| V · D · M Nazionale cilena - Pallacanestro ai Giochi della XVI Olimpiade 3 Salvadores · 4 Ostoic · 5 Garafulic · 6 Araya · 7 Bernedo · 8 Mahana · 9 Silva · 10 Urra · 11 Raffo · 12 Etcheberrigaray · 13 Arredondo · 14 Etchepare · All. Juan Arredondo | 8°         |
| Nazionale cilena - Pallacanestro ai Giochi della XVI Olimpiade |            |
| 3 Salvadores · 4 Ostoic · 5 Garafulic · 6 Araya · 7 Bernedo · 8 Mahana · 9 Silva · 10 Urra · 11 Raffo · 12 Etcheberrigaray · 13 Arredondo · 14 Etchepare · All. Juan Arredondo                                                                          |            |